# Salut

L'Estrella de la vida, és el símbol a l'àmbit internacional que representa les unitats i personal dels Serveis d'Emergència Mèdiques.

El concepte de salut ha anat evolucionant amb el temps des de la definició inicial de l'OMS en la seva Constitució, que va entrar en vigor el 1948. El terme «salut» es contraposa al de malaltia, i és objecte d'especial atenció per part de la medicina.
Dins del context de la promoció de la salut, la salut ha estat considerada no com un estat abstracte sinó com un mitjà per arribar a un fi (el benestar), com un recurs que permet a les persones portar una vida individual, social i econòmicament productiva. La salut és un recurs per a la vida diària, no l'objectiu de la vida. Es tracta d'un concepte positiu que accentua els recursos socials i personals, així com les aptituds físiques.

## Conceptes de salut i malaltia
El mot «salut» té el mateix origen que «saludar» (ço és desitjar salut) o salvar, ve del llatí salus, -utis, salut, bon estat físic; salvació, conservació; salutació. És interessant descobrir altres paraules que tenen un mateix origen. Segons Coromines:
- Salut. Del llatí Salus, -utis, salut, bon estat físic; salvació, conservació; salutació; saludar; de la mateixa arrel que salvus (segle xiii). A l'edat mitjana, és molt freqüent en el sentit de salutació, quasi sempre en plural.
- Salvar. Del llatí tardà Salvare, derivat de Salvus, -a, -um; sa, salvat
- Covid-19.

En el passat el terme salut s'associava amb l'absència de malaltia. Una persona estava sana quan no patia cap malaltia. Llavors, les malalties eren freqüents a causa del desconeixement d'hàbits saludables, de la falta d'higiene i de les limitacions de la medicina. Si no provocaven la mort, deixaven seqüeles de per vida i sovint els malalts quedaven incapacitats per portar una vida normal.
Actualment el concepte de salut afegeix a l'absència de malaltia el benestar físic, mental, emocional, social, espiritual, sexual i mediambiental. A més de prevenir la malaltia, és important promoure la salut. Fins al principi del segle xx, les malalties contagioses van ser les més destacades. Moltes d'aquestes actualment són menys freqüents i el seu lloc l'han ocupat malalties relacionades amb un estil de vida poc saludable.

## Definicions

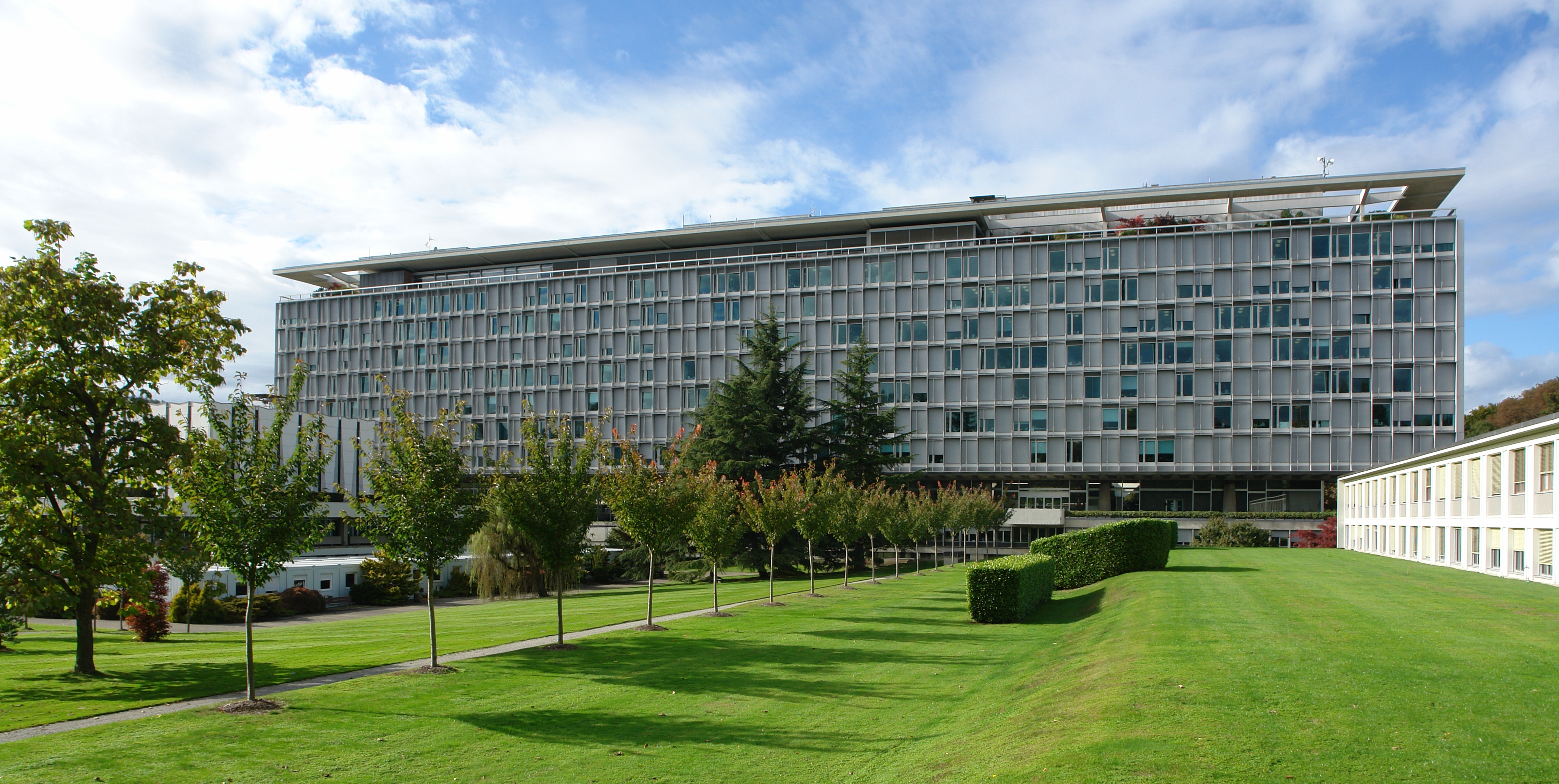
Organització Mundial de la Salut, Ginebra

L'Organització Mundial de la Salut (OMS) en la seva constitució de 1946, defineix la salut com l'estat de complet benestar físic, mental i social, i no sols l'absència d'afeccions o malalties. La salut implica que totes les necessitats fonamentals de les persones estiguen cobertes: afectives, sanitàries, nutricionals, socials i culturals. Aquesta definició és utòpica, perquè s'estima que només entre el 10 i el 25% de la població mundial es troba completament sana.
Al desè Congrés de Metges i Biòlegs de Llengua Catalana, celebrat el 1976, es definí la salut com una «manera de viure autònoma, solidària i joiosa». Una definició més dinàmica de salut és l'èxit del més alt nivell de benestar físic, mental, social i de capacitat de funcionament, que permeten els factors socials en què viuen immersos l'individu i la col·lectivitat.
La salut i la malaltia formen un procés continu, on en un extrem es troba la mort prematura, i en l'altre extrem es troba un elevat nivell de salut, a què difícilment arriba tot el món. En el part mitjana d'aquest continu o equilibri homeostàtic es trobaria la majoria de la població, on la separació entre salut i malaltia no és absoluta, ja que és molt difícil distingir el normal del patològic.

La definició de salut és difícil i és més útil conèixer i analitzar els determinants de la salut o condicionants de la salut. La salut en termes físics, forma part d'un dels pilars de la qualitat de vida, benestar i en definitiva de la felicitat.
| «                            | Estat en què l'organisme, lliure de malalties, exerceix normalment totes les seves funcions. | » |
| — Gran Enciclopèdia Catalana |                                                                                              |   |

| «                   | La salut es mesura per l'impacte que una persona pot rebre sense comprometre el seu sistema de vida. Així, el sistema de vida es converteix en criteri de salut. | » |
| — Moshé Feldenkrais | |   |

| «            | La salut és principalment una mesura de la capacitat de cada persona de fer o de convertir-se en el que vol ser... | » |
| — René Dubos | |   |

L'objectiu d'aconseguir la salut, no només correspon a la medicina sinó també als polítics, a la societat i a l'individu. Als països en via de desenvolupament la salut començaria a aconseguir-se quan se satisfacen les seues necessitats d'alimentació, infeccions, habitatge, treball i en definitiva els seus problemes econòmics, mentre que als països desenvolupats, la salut s'aconsegueix prevenint els efectes secundaris que la riquesa produeix com l'obesitat, l'absència d'exercici físic, els accidents de trànsit, el tabaquisme, la depressió, la contaminació, entre d'altres.

### Salut mental
La salut mental refereix al benestar emocional i psicològic de l'individu. Merriam-Webster defineix salut mental com: «l'estat del benestar emocional i psicològic en el qual un individu pugui utilitzar les seves capacitats cognitives i emocionals, funcionar en societat, i resoldre les demandes ordinàries de la vida diària».
Segons l'OMS, no hi ha una definició oficial de salut mental. Les diferències culturals, avaluacions subjectives, i la competició de teories professionals, fan difícil definir «la salut mental». En general, la major part d'experts convenen que la salut mental i les malalties mentals no són excloents. En altres paraules, l'absència d'un trastorn mental reconegut, no és necessàriament un indicador de comptar amb salut mental (probablement a causa del desconeixement de la gran varietat d'estats mentals encara per definir, i l'escassa edat de la ciència mèdica en general tal com es coneix avui dia, i de forma especial de la ciència que intenta definir amb més exactitud aquests trastorns o complexos salut-malaltia que proposen tant la psicologia com la psiquiatria).

### Salut reproductiva

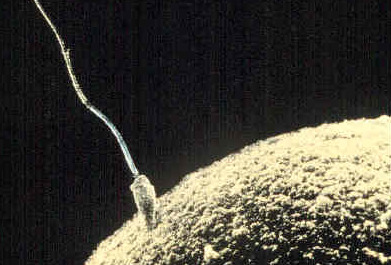
Micrografia d'escandallatge mostrant un espermatozoide fecundant un òvul.

Per a l'ONU, la salut reproductiva és un dret.
Angèlst concepte recent es refereix a la bona transmissió de l'herència genètica d'una generació a una altra. Depèn de la qualitat del genoma, l'espermatozoide i els òvuls, però també la maternitat segura, la falta de violència sexual i de gènere, l'absència de malalties de transmissió sexual (ETS), la planificació familiar, l'educació sexual, l'accés a l'atenció, reduir l'exposició als interferents endocrins, etc.
Una sèrie de contaminants (dioxines, pesticides, radiació, interferents endocrins, etc.) són sospitosos de ser, eventualment a baixa o molt baixes dosis, responsables d'una supressió de l'espermatogènesi o de l'alteració dels ovaris o dels processos de fertilització i el desenvolupament de l'embrió). Alguns són cancerígens o mutants (i contribueixen a l'augment del risc de malformacions i avortament espontani).
La salut reproductiva abasta una àmplia gamma de serveis, tal com es defineix al Programa d'Acció de la Conferència Internacional sobre la Població i el Desenvolupament (CIPD) celebrada al Caire (Egipte) al setembre de 1994, l'assessorament, informació, educació, comunicació i serveis, la planificació familiar, l'atenció prenatal i postnatal, part segur i l'atenció envers la mare i del nen, la prevenció i el tractament adequat de la infertilitat, prevenció de l'avortament i el tractament de les seves conseqüències, el tractament de les infeccions genitals, malalties de transmissió sexual, inclòs el VIH/SIDA, el càncer de mama i el genital i d'altres trastorns de la salut reproductiva, així com la lluita contra les pràctiques nocives com la mutilació genital femenina.

## Determinants de la salut
A l'antiga Grècia res se sabia de virus i bacteris, però ja reconeixien que la personalitat i les seves característiques, desempenyoren un rol fonamental als orígens de la malaltia. Galè, una gran figura del món antic, ja va observar l'existència d'un vincle molt estret entre la malenconia i el càncer de mama. Així, en aquests primers enfocaments mèdics, hi ha un criteri completament sòlid en la consideració de la salut i la malaltia. Plató remarcava que la bona educació és la que mostrava amb força millorar la ment juntament amb el cos. Reconeixia, d'alguna manera, que la salut corporal condueix la higiene mental, però, al mateix temps, que el bon estat mental predisposa al bon estat corporal. Així, establia, específicament, que l'ànima «bona», per la seva pròpia excel·lència, millora el cos en tot sentit.
Des del segle xx, especialment, però també des de molt abans –i també a la medicina oriental antiga–, es va començar a reconèixer la necessitat de concepció holística de la salut. En aquest sentit, potser la lliçó que calgui aprendre de mode definitiu i exacte és que «som bàsicament el que mengem».
La concepció psicosomàtica ens obliga a atendre la nostra interioritat com a causa possible de pertorbacions del cos. Això és reconegut unànimement per la clínica occidental, que veu que als consultoris, un altíssim percentatge de consultes, respon a distorsions de la ment o de la personalitat, en sentit ampli. Aquest nou enfocament no és dualista a la manera cartesiana. Concep l'home com una unitat, en la qual amb molta freqüència viuen els poders curatius, que estimulats, ajuden a resoldre problemes somàtics. La filosofia mèdica no materialista d'aquest mode va incrementant-se en el món al qual predominava la medicina convencional.
Els determinants de la salut pública són els mecanismes específics que diferents membres de grups socioeconòmics influeixen en diversos graus de salut i malaltia.
Els determinants de salut segons Marc Lalonde, ministre de sanitat del Canadà són: 
- Estil de vida: És el determinant que més influeix en la salut i el més modificable mitjançant activitats de promoció de la salut o prevenció primària.
- Biologia humana: Aquest determinant es refereix a l'herència genètica que no acostuma a ésser modificable actualment amb la tecnologia mèdica disponible.
- Sistema sanitari: És el determinant de salut que potser menys influeixi en la salut i tanmateix és el determinant de salut que més recursos econòmics rep per tenir cura de la salut de la població, almenys als països desenvolupats.
- Medi ambient: Contaminació de l'aire, de l'aigua, del terra i del medi ambient psicosocial i sociocultural per factors de naturalesa: 
  - Biològica (bacteris, virus, fongs, etc.)
  - Física (radiacions, fums, rebuigs, etc.)
  - Química (hidrocarburs, plom, plaguicides, etc.)
  - Psicosocial i sociocultural (dependències, violències, estrès, competitivitat, etc.)

Els requisits per a la salut descrits a la Carta d'Ottawa són: la pau, l'educació, el vestit, el menjar, l'habitatge, un ecosistema estable, la justícia social i l'equitat.

### Higiene

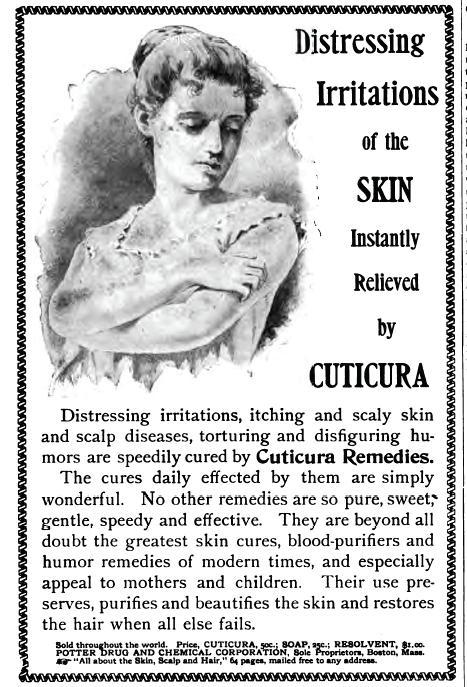
Anunci de 1894, d'un sabó per guarir irritacions de la pell.

La higiene és el conjunt de comportaments que serveixen per prevenir les malalties i mantenir els individus en un bon estat de salut.
Aquests comportaments requereixen fer la distinció entre els microbis «bons» i aquells que són patògens o ho poden esdevenir en determinades circumstàncies; la higiene intenta fer que aquestes circumstàncies siguin menys probables, menys freqüents o inexistents. Després d'una fase higienista de la qual l'eficàcia a curt terme és indiscutible, s'ha produït un increment de les al·lèrgies, les malalties autoimmunitàries i les resistències als antibiòtics, considerades preocupants. La cerca de l'equilibri just entre l'exposició al risc i les solucions mèdiques és dificultada en un context d'exposició creixent a barreges de contaminants complexos (els pesticides, en particular) i pertorbadors hormonals, amb modificacions socials i climàtiques a escala planetèria (com les malalties emergents, el risc de pandèmia, les zoonosis, el risc de bioterrorisme, etc.).
Així doncs, aquesta disciplina aspira a controlar els factors ambientals que poden contribuir a una alteració de la salut, com per exemple la contaminació, amb el plantejament de problemes paradoxals; per exemple, la millora de les condicions d'higiene sembla haver afavorit paradoxalment la reaparició de malalties com la poliomielitis o diverses malalties autoimmunitàries i al·lèrgies.
La lluita contra les infeccions nosocomials als hospitals, o contra les intoxicacions alimentàries, per exemple, nasqué després del descobriment de l'asèpsia, impulsat per Ignàc Semmelweiss o Louis Pasteur, entre d'altres. Els comportaments individuals i col·lectius tenen una importància capital en la lluita contra les epidèmies i les pandèmies.
La contaminació puntual o crònica, sigui biològica, química, deguda a les radiacions ionitzants, sonora o luminosa també és una causa important de malalties. A més, si s'acumulen, aquests factors poden sumar o multiplicar els seus efectes.

### Mode de vida personal
Nombrosos factors de risc estan relacionats de manera intrínseca amb el mode de vida. L'higiene corporal, l'activitat física, l'alimentació, el treball, les toxicomanies i dependències tenen un impacte sobre la salut dels individus. Molts riscos i perills estan relacionats amb l'àmbit de la salut; l'evolució de la humanitat i els canvis de mode de vida no manquen de conseqüències. L'alimentació i les noves tecnologies també són factors de risc arreu del món.
Quatre factors permeten allargar considerablement la longevitat d'un individu: la manca de tabaquisme, un consum d'alcohol igual o inferior a mig got per dia, el consum de cinc racions de fruites i llegums per dia, i mitja hora d'exercici físic cada dia. Tots junts, aquests factors poden permetre esperar un augment de catorze anys de l'esperança de vida en comparació amb els que no segueixen aquests hàbits.
No s'ha de confondre un mode de vida sa amb «l'higienisme moral», una doctrina culpabilitzant segons la qual la lluita contra la «relaxació dels costums» és el millor mitjà per garantir la salut. Aquest corrent, per exemple, declarà al segle xx la lluita contra la sífilis o l'alcoholisme prioritats nacionals i el remei principal n'era l'abstenció total d'hàbits considerat com nocius per a la moral i per a la salut. Aquest corrent pretén que si els obesos estan grassos és perquè són golafres i peresosos, o que els fumadors no tenen força de voluntat. Aquest corrent continua persistint en determinades polítiques i campanyes d'informació i d'educació dels ciutadans per a la higiene.

### Nutrició correcta
La nutrició equilibrada és fonamental per mantenir una bona salut. Mirar a la piràmide dels aliments per a una nutrició sana i equilibrada. Per a una nutrició saludable, perquè si no fos així es poden contreure malalties com ho són: obesitat, desnutrició, etc.; s'han de consumir pocs greixos i lípids, moltes fruites i verdures, els productes d'origen animal s'han de consumir de manera regular, els cereals s'han de consumir de manera constant, abans de cada menjar, s'han de rentar fruites i verdures. A la nutrició, una dada molt important és la higiene que és necessària per evitar malalties estomacals. L'exercici serveix per a una bona digestió. També és molt important si es fa una dieta seguir-la amb les instruccions d'un especialista. El millor, és menjar tots els aliments que ens ofereix la piràmide alimentària i consumir-les en porcions adequades.

### Activitat física saludable
L'activitat física és qualsevol moviment corporal produït per la musculatura esquelètica que té com a resultat una despesa energètica per sobre del metabolisme basal. Cal diferenciar entre activitat física, exercici físic i esport. L'activitat física regular millora la resistència cardiovascular, la força, la flexibilitat i l'equilibri. Contribueix a la prevenció de malalties cardiovasculars, diabetis mellitus, sobrepès, dolors d'esquena, entre d'altres. Els beneficis per a la salut de l'activitat física són molt superiors als riscos. L'exercici físic estructurat o l'esport poden completar l'activitat física «natural» i esdevenen indispensables per a persones que tenen un estil de vida sedentari.
L'activitat s'ha de practicar amb mesura i de forma equilibrada. Un exercici mal equilibrat o no adaptat a la capacitat individual d'un persona pot causar malalties i accidents. Qui canvi el seu mode de vida de passiu a actiu, l'ha de fer de manera progressiva. L'Organització Mundial de la Salut (OMS) recomana trenta minuts d’activitat física moderada cinc dies a la setmana per mantenir un bon estat de salut. Malgrat això, aquesta recomanació varia en funció de l'edat i de les circumstàncies de cada persona.

### Medi ambient net
És un àmbit (a vegades anomenat «salut mediambiental») que es desenvolupà vers la fi del segle xx, després de la presa de consciència del fet que el medi ambient és un determinant principal de la salut, especialment quan està contaminat.
A la Unió Europea, la Comissió Europea adoptà l'11 de juny del 2003 una «estratègia comunitària en matèria de salut i medi ambient», que el 9 de juny del 2004 es traduí en un "Pla d'Acció"» (2004-2010), que concerneix notablement les malalties anomenades "ambientals", com per exemple l'asma i les al·lèrgies respiratòries, i aspirant més generalment a «prevenir millor les alteracions de la salut degudes als riscos ambientals» (com l'exposició als pesticides i els seus residus). Els sistemes de supervisió sanitària permanent han d'identificar les amenaces noves (com les nanotecnologies, els OGM, les malalties emergents, l'impacte del canvi climàtic, etc.) i avaluar l'impacte sanitari de les accions realitzades tant a nivell comunitari com a nivell nacional. Es desenvoluparà un pla d'acció per al medi ambient i la salut per tal d'implementar aquesta estratègia, i a més s'ha començat un procés de consulta. El pla d'acció aspira a avaluar la situació dels coneixements científics existents i a avaluar la coherència i els progressos realitzats en la posada en pràctica de la infraestructura legislativa comunitària en matèria de salut i de medi ambient. Es preveu un sistema d'informació sobre la salut «que també funcionarà en l'àmbit del medi ambient» i vol esdevenir «la font més importants d'informacions fiables per l'avaluació de l'impacte dels factors ambientals sobre la salut».

## Salut pública
La salut pública com a ciència tot just té poc més d'un segle d'existència, però manifestacions de l'instint de conservació de la salut dels pobles existeix des dels començaments de la història de la humanitat. Centra la seva acció des del punt de vista de l'Estat, amb els interessos que ell representa a les diferents formes d'organització social i política del poble. La concepció més tradicional és l'aplicació dels coneixement mèdics o d'un altre tipus, amb l'objectiu d'organitzar sistemes i serveis de salut, actuar sobre els factors condicionants i determinar el procés salut-malaltia, amb el control de la incidència de malalties a les poblacions a través d'accions de vigilància i les intervencions del govern.

Una de les definicions més citades de salut pública va ser la presentada pel bacteriòleg Charles Edward Amory Winslow (1877-1957), als Estats Units en 1920:
| « | La ciència i l'art de la prevenció de les malalties, allargar la vida, la promoció de la salut i l'eficiència física i mental a través de l'esforç de la comunitat organitzada. Cobrint la sanitat, el control d'infeccions, l'educació dels individus en els principis de la higiene personal, l'organització dels serveis mèdics i d'infermeria per al diagnòstic precoç i el ràpid tractament de les malalties junt amb el desenvolupament d'una estructura social que asseguri a cada individu de la comunitat un nivell de vida adequat per al manteniment de la salut. | » |

La persistència de la utilització d'aquesta definició està reforçada per la seva àmplia difusió per l'Organització Mundial de la Salut, organització internacional que va proposar la celebració de les Conferències Mundials de la Salut amb la integració de tots els països en la recerca constant del benestar físic complet, mental i social.
La salut pública té una missió més ampla que la pròpia medicina curativa per la missió de prevenció de la malaltia i per la necessitat d'establir políques en camps no estrictament mèdics: reduir la pol·lució, educació a la salut, fomentar habitatges sans, reducció de les desigualtats, crear el marc legistlatiu idoni, proporcionar aigua potable… 
Les funcions essencials de la salut pública són el conjunt d'accions per millorar la salut de la població. La missió dels serveis de salut pública comprén, entre d'altres:
El seguiment, avaluació i anàlisi de la situació de salut, la vigilància de la salut pública, recerca, control de riscs i danys en salut pública, la promoció de la salut, la participació dels ciutadans en la salut, el desenvolupament de polítiques i capacitat institucional de planificació, i gestió en matèria de salut pública, el enfortiment de la capacitat institucional de regulació, i fiscalització en matèria de salut pública, l'avaluació i promoció de l'accés equitatiu als serveis de salut necessaris, el desenvolupament de recursos humans i capacitació en salut pública, la garantia i millorament de la qualitat dels serveis de salut individuals i col·lectius, la recerca en salut pública, y la reducció de l'impacte de les emergències i desastres en la salut.
Són activitats de salut pública dirigides al control sanitari del medi ambient en el seu sentit més ampli, amb el control de la contaminació del terra, aigua, aire, dels aliments i recursos. A més a més s'inclou la seguretat social que detecten factors de risc per a la població i elaborar programes de salut per a la societat.
Donar alternatives de solució a malalties que impliquen qualsevol població.
| «                                              | L'aigua i el sanejament són un dels principals motors de la salut pública. Acostumo a referir-me a ells com «Salut 101», el que significa que tan bon punt es pugui garantir l'accés a l'aigua salubre i a instal·lacions sanitàries adequades per a tothom, independentment de la diferència de les seves condicions de vida, s'haurà guanyat una important batalla contra tot tipus de malalties. | » |
| — Dr. Lee Jong-wook, Director general de l'OMS | |   |